# Grugny

Grugny este o comună în departamentul Seine-Maritime, Franța. În 1 ianuarie 2022 avea o populație de 1.009 de locuitori.